# 紀州一揆
紀州一揆（きしゅういっき）は、慶長20年（1615年）、日高郡、名草郡を中心として紀伊国全域で発生した一揆。定着した名称はなく、熊野一揆や日高一揆とも呼称される。

## 概要
紀州一揆は大坂夏の陣に連動する形で発生しており、浅野氏の『浅野考譜』によれば「大野治長の部下が紀州へ潜入、浅野長晟出陣後に和歌山城を占領すべく一揆を扇動。また、和歌山城占領後は背後より浅野軍を攻め立て、挟撃する計画であった」と記されている。
当時、摂津国・河内国・和泉国の計70万石を抱えていた豊臣氏は東西決戦にあたり、隣接する37万石の浅野氏をまず潰しておくという戦略をたてていた。豊臣氏の思惑と、紀州に住む土豪たちが抱え蓄積していた不満の利害が一致し、一揆というかたちで具現されたと考えられる。

## 経緯
大野治長は扇動工作に伴い、北村善大夫、大野弥五右衛門らをその工作担当者として紀州へ送り込んでいる。また、各地の動向として日高郡では湊惣左衛門という男が「大坂方に味方すれば所領は望み次第与える」旨の事が記された朱印状を携え、同志を募っていた。名草郡では山口喜内の一族、薗部兵衛、和佐半左衛門、土橋兵治らを首謀者としている。
こうした各地での不穏な動きは前年の大坂冬の陣を前後した際でも発生しており、浅野長晟も感得していたが、徳川家康からの出立の催促を断りきれず、背後に不安を残したまま4月28日、和歌山城を出陣することになった。しかし和泉佐野あたりまで進軍した頃、紀州国における一揆の情報が浅野氏の元へ届けられ、北村善大夫、大野弥五右衛門、山口喜内らが捕らえられた。
一方大坂城では大野治長の弟である大野治房を頭首とする一軍が編成され、紀州へ向けて南下を開始した。一軍は3万とも4万とも言われる大軍であったが、内部統率が不完全であり、和泉樫井にて浅野長晟軍に迎撃され、壊滅状態となっている。
浅野長晟は和泉樫井での戦闘後、和歌山城へ踵を返し、日高方面の一揆鎮圧を手がけた。鹿ヶ瀬や蕪坂峠などで一揆勢を次々と討伐していき、壊滅させていった。
こうして一揆は終結し、浅野氏の取りまとめた史料『浅野家文書』によれば、処分された村は日高郡が5村252名、有田郡が4村48名、名草郡が6村114名、那賀郡・伊都郡がそれぞれ1村29名の合計5郡17村443名に及んだ。